# Ремюза, Франсуа Мари Шарль де
Граф Шарль Франсуа́ Мари́ де Ремюза́ (13 марта 1797—6 июня 1875)  — французский политический деятель и писатель.

## Биография
Сын Огюста Лорена де Ремюза (фр. Auguste Laurent de Rémusat) и Клер Элизабет де Ремюза, урождённой де Верженн (фр. Claire Élisabeth de Vergennes). Воспитанный в идеях либерального доктринерства, представители которого собирались в салоне его матери, он дебютировал в литературе небольшими трудами («De la procédure par jurés en matière criminelle», 1820; «Sur la responsabilité des ministres», 1820; «Sur les amendements à la loi d’élections»), где следовал направлению Гизо.
Писал также критические статьи в «Lycée français», перевел драмы Гёте и «De legibus» Цицерона. В качестве сотрудника «Globe» он был одним из подписавших протест против июльских ордонансов. Во время июльской монархии он заседал в палате депутатов, сначала примыкая к умеренным консерваторам и подавая голос за ограничение права ассоциаций и свободы печати (сентябрьские законы 1835 г.); позже он сблизился с левым центром и занял должность министра внутренних дел во втором кабинете Тьера (март-октябрь 1840). В этой должности он сделал палате предложение перевезти прах Наполеона в Париж.
Во время последней парламентской борьбы, предшествовавшей февральскому перевороту, Ремюза также шел рука об руку с Тьером и был намечен им как член министерства, образовать которое Тьер взялся в ночь на 24 февраля. В собраниях учредительном и законодательном Ремюза голосовал с приверженцами старого порядка. После переворота 1851 г. Ремюза подписал, вместе с другими депутатами, декрет о возбуждении судебного преследования против Луи-Наполеона и был вынужден, в силу декрета 9 января 1852 г., покинуть родину.
До падения империи он не принимал участия в политической жизни страны, хотя возвратился во Францию довольно скоро. Лишь в 1869 г., чувствуя поворот в общественном мнении, он основал в Тулузе оппозиционную газету «Le progrès liberal». Во время президентства Тьера Ремюза занимал (после Ж. Фавра) должность министра иностранных дел.

## Труды
Главные труды Ремюза:
- «Essai de philosophie», «Abélard» (1845),
- «De la philosophie allemande» (1846),
- «Critiques et études littéraires» (1847),
- «Saint Anselme de Canterbury» (1853),
- «L’Angleterre au XVIII s.» (1856),
- «Bacon» (1857), «Channing» (1857),
- «Politique libérale» (1860),
- «Philosophie religieuse» (1864),
- «John Wesley et le méthodisme» (1870),
- «Lord Herbert de Cherbury» (1874),
- «Casimir Périer» (1874),
- «Histoire de la philosophie de l’Angleterre» (1875).
- После его смерти изданы «La Saint-Barthélemy» (1878) и его переписка (1883—1886).

## Образ в кино
- «Хромой дьявол» (Франция, 1948) — актёр Роберт Дортуа[англ.]